# Salzlandkreis
Salzlandkreis är ett distrikt (Landkreis) i centrala delen av det tyska förbundslandet Sachsen-Anhalt.

## Administrativ indelning
I förvaltningsrättslig mening finns i modern tid ingen skillnad mellan begreppet Stadt (stad) gentemot Gemeinde (kommun). Följande kommuner och städer ligger i Salzlandkreis: 

### Städer
| - Aschersleben - Barby - Bernburg (Saale) | - Calbe (Saale) - Hecklingen - Könnern | - Nienburg (Saale) - Schönebeck (Elbe) | - Seeland - Stassfurt |

### Kommuner
| - Bördeland |

### Förvaltningsgemenskaper

#### Egelner Mulde
| - Bördeaue - Börde-Hakel | - Borne | - Egeln (stad) | - Wolmirsleben |

#### Saale-Wipper
| - Alsleben - Giersleben | - Güsten | - Ilberstedt | - Plötzkau |